# Agencia de modelaje

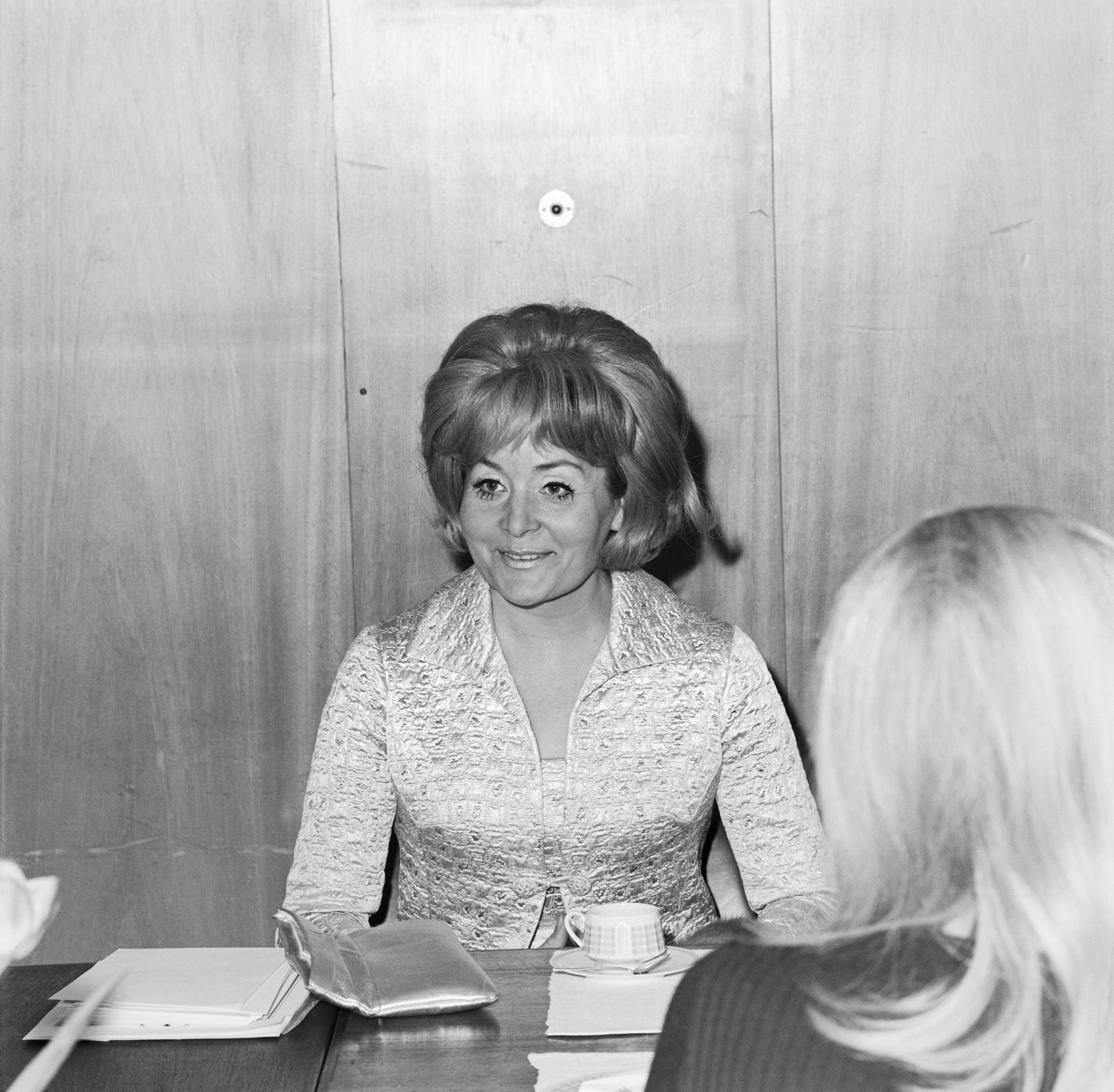
Fotografía de la fundadora de una agencia de modelos finlandesa, la Sra. Kerttu Selin (1925–1996)
Kerttu-Selin-1960s.jpg

Una agencia de modelos o agencia de modelaje es una sociedad que se encarga de la representación de modelos.
A la cabeza se encuentra un director, quien es apoyado o también ejerce el cargo de director creativo.
El siguiente en el organigrama de la agencia, es el Head Booker, quien se encarga de filtrar los perfiles de los modelos, para el Direct Booking de la agencia (contrato de exclusividad con la agencia). También coordina con los otros Bookers (en caso de existir en la agencia), el ingreso y proceso en castings para modelos nuevos, siendo el Head Booker y el director creativo los encargados de filtrar a los modelos para el Direct Booking. Otra función importante del Head Booker es generar un vínculo entre el cliente (diseñador, marca, empresa) y la agencia.
El trabajo de Booker a diferencia del Head Booker consiste en filtrar a los perfiles que haya encontrado el Scouter que tenga a su cargo, para turnarlos al Head Booker. También se encarga de conseguir nuevos talentos (llamados new face, new talent, etc), y buscar relaciones con PR's de diseñadores, editoriales, y marcas para la contratación de los modelos de la agencia.
El trabajo de Scouter, como su nombre lo indica en inglés (explorador), se basa en la búsqueda completa de modelos, ya sean nuevos o con trayectoria, y decidir en qué clasificación (perfil) pertenece cada talento (AAA, AA, A, etc). Una vez hecha su búsqueda y selección debe turnarla a su jefe directo que es el Booker para que tome la decisión y filtre los modelos ya sea por perfil, tipo de trabajo con la agencia (freelance o contrato de exclusividad).
Algunas agencias ofrecen el puesto de Scouter Jr, el cual consiste en la búsqueda libre de talento nuevo, el cual deberá ser filtrado por Scouter, Booker y Head Booker.
PR, el trabajo de PR consiste en generar relaciones públicas entre la agencia y marcas, empresas, diseñadores, medios, editoriales con el fin de generar relaciones laborales entre ambas partes.
| DIRECTOR          |
| ----------------- |
| DIRECTOR CREATIVO |
| P.R.              |
| HEAD BOOKER       |
| BOOKER            |
| SOCUTER           |
| SCOUTER JR        |

Algunas agencias brindan capacitación o cursos de modelaje, con especialización en imagen, moda, pose, personalidad y oratoria, enfocándose en postura y lenguaje corporal, moda y estilismo, entrenamiento para pasarelas, preparación para castings, consejos para modelaje, asesoramiento de movimientos/poses para shootings/foto fija, y orientación para crear una carrera profesional de modelo.
Algunas agencias cuentan con fotógrafos, equipo creativo, agencia de marketing, publicidad y medios, así como producción de eventos, pasarelas.
- Datos: Q1144447
- Multimedia: Modeling agencies / Q1144447